# 유재기 (목회자)
유재기(劉載奇, 일본식 이름: 天城虛心, 1905년 6월 19일 ~ 1949년 7월 14일)는 한국의 장로교 목사이다.

## 생애
경상북도 영주 출신으로 평양의 숭실전문학교에 진학했다. 숭실전문 재학 중 배민수와 교류했으며, 배민수에게서 조만식을 소개받아 기독교 기반의 농촌운동에 관심을 갖게 되었다.
숭실전문 졸업 후 평양신학교를 1934년에 졸업하고 목회자가 되었다. 1935년에는 목사 안수를 받고 경북의 여러 지역에서 목사로 근무했다. 유재기는 이미 1933년 《조선일보》에 교회 내 협동조합 설치에 대한 의견을 담은 〈협동조합론〉을 발표하는 등 교회를 기본 조직으로 삼는 농촌운동에 뜻을 두고 있었다.
칠곡군에서 협동조합을 설치하여 이같은 이론을 실천에 옮긴데 이어, 의성군에 목사로 부임한 뒤로는 교회 내 청년 조직을 키워 애국계몽운동의 추진력으로 삼기 위해 노력했다. 그러나 1938년 농우회 사건이 발생하면서 유재기는 주모자로 체포되었다. 결국 이듬해 대구지방법원에서 징역 1년형을 선고받고 복역했다.
옥고를 마치고 풀려난 뒤에는 일제에 협조한 행적이 있다. 1941년 조선예수교장로회에서 최지화가 제30회 총회장으로 피선되었을 때 경북노회장이 되었다.  이 기간 동안 장로교단은 전투기 '조선장로교도애국기' 헌납을 위한 모금 운동을 벌이거나 신토 사원인 부여신궁 건설에 목회자들이 직접 참가해 근로 봉사를 하는 등 적극적으로 전쟁에 협력했다. 이때 유재기는 대구제일교회 목사로 재직하면서 경북 지역 장로교단의 전시보국 활동을 지휘했다.
농우회 사건으로 복역한 공로를 인정받아 1995년에 건국훈장 애족장을 추서받았다. 그러나 2008년 공개된 민족문제연구소의 친일인명사전 수록예정자 명단 중 개신교 부문에도 포함되어 있다.

## 상훈
- 건국훈장 애족장 - 1995년 서훈, 2010년 취소

## 같이 보기
- 농우회 사건
- 대구제일교회

## 참고자료
- 유재기 : 독립유공자 공훈록 - 국가보훈처
- 김수진 (2005년 9월 20일). 〈제30회 총회장 최지화 목사 (1941-1942년)〉. 《총회를 섬겨온 일꾼들》. 서울: 한국장로교출판사. ISBN 8939806433.
- 이 목슴 다바쳐서 -한국의 그룬트비히 허심 유재기 전/ 주태익저 /선린도서출판사 1977.10.15
- 세대를 뛰어넘는 경계인 허심 유재기 목사 저작집/ 김병희 저 | 예영커뮤니케이션 | 2011년 7월 14일 ISBN 978-89-8350-744-0